# 텡그리
텡그리(고대 튀르크어: 𐰚𐰇𐰚:𐱅𐰭𐰼𐰃 Kök Teŋri/Teŋiri; 위구르어:  tängri; 중세 튀르크어: تآنغرِ; 오스만 튀르크어: تڭری; 키르기스어: Теңир; 카자흐어: Тәңір; 튀르키예어: Tanrı; 아제르바이잔어: Tanrı; 불가리아어: Тангра; 튀르크조어: *teŋri / *taŋrɨ; 몽골 문자: ᠲᠩᠷᠢ, T'ngri; 몽골어: Тэнгэр, Tenger; 위구르어: تەڭرى, tengri)는 전통적인 튀르크족, 예니세이족, 몽골족 및 기타 다양한 유목민 종교 신앙에서 모든 것을 포괄하는 하늘의 신이다. 텡그리가 삶의 심판자이자 원천이며 영원하고 지고한 존재라는 특성은 유럽 및 무슬림 작가들로 하여금 텡그리를 튀르크족과 몽골족의 신으로 인식하게 했다. 몽골 신앙에 따르면, 텡그리의 의지(jayayan)는 자신의 일반적인 법칙을 깨고 선택된 사람을 땅으로 보내 개입할 수 있다고 한다.
이는 또한 초기 튀르크족과 몽골인의 주요 최고 신을 지칭하는 용어 중 하나이기도 하다.
텡그리를 중심으로 한 숭배는 텡그리 신앙이라고 불린다. 텡그리 신앙의 핵심 존재는 하늘 아버지(텡게르 에체그)와 대지의 어머니(우마이 아나)이다. 이는 튀르크 지역과 몽골에서 텡그리가 인류의 조상적 조상으로 여겨졌기 때문에 조상 숭배를 포함하며, 샤머니즘, 애니미즘, 토테미즘도 포함한다.

## 이름

돌궐 문자로 쓰인 tengri의 표기 (오른쪽에서 왼쪽으로 t²ṅr²i)

이 이름의 가장 오래된 형태는 기원전 4세기 흉노의 신앙을 묘사한 중국 사서에 기록되어 있다. 撑犁/Cheng-li 형태를 취하는데, 이는 텡그리의 중국어 음차로 추정된다. (튀르크조어 형태는 *Teŋri 또는 후설모음 변형인 *Taŋrï로 재구성되었다.) 대안적으로, *T`aŋgiri("맹세" 또는 "신")에서 재구성된 알타이어족 어원은 신의 하늘 지배보다는 신성을 강조한다. 일반적으로 텡그리라는 용어는 원래 "하늘"을 의미했던 것으로 추정된다. 안드레이 코노노프는 이 용어가 tän (아침)과 injir (저녁)이라는 단어가 합쳐져 tänri가 되었으며, 이는 하늘 전체를 지칭한다고 제안했다.
튀르크어 형태인 텡그리는 8세기 오르혼 비문에 고대 튀르크어 형태인 𐱅𐰭𐰼𐰃‎ Teŋri로 기록되어 있다. 현대 튀르키예어에서 파생어 "Tanrı"는 "신" 또는 아브라함 종교의 신을 지칭하는 일반적인 단어로 사용되며, 오늘날 튀르키예인들은 어떤 신이든 지칭할 때 사용한다. 추바시인들의 전통 종교의 최고 신은 투라이다.
현대 언어에서 이 이름의 다른 반영으로는 몽골어: Тэнгэр("하늘"), 불가리아어: Тангра, 아제르바이잔어: Tanrı 등이 있다.
이전에는 중국어 "하늘"을 뜻하는 天 (관화: tiān < 상고 한어 *thīn 또는 *thîn)이 텡그리와 관련이 있을 수 있으며, 선사 시대 중앙아시아 언어에서 중국어로 차용된 것일 수 있다는 제안이 있었다. 그러나 정장의 */qʰl'iːn/ 또는 백스터-사가르트의 */l̥ˤi[n]/와 같이 "天"자의 상고 한어 발음에 대한 최근 재구는 각각 군자음 또는 단일 자음으로 무성 측음 초성을 제안하며, 이러한 제안은 이 주장이 가능성이 낮음을 시사한다. Baxter & Sagart (2014:113-114)는 후한 시대에 입증된 방언적 차이, 형성자에서 天이 음성 성분으로 사용된 점, 그리고 외국 음절을 표기하기 위해 天을 선택한 점 등을 지적하며, 기원후 200년경 天의 초성이 관상음 */tʰ/과 설측음 */x/, 두 가지 발음을 가졌으며, 이 둘 모두는 초기 무성 측음 */l̥ˤ/에서 유래했을 가능성이 높다고 결론지었다.
언어학자 스테판 게오르그는 튀르크어 단어가 궁극적으로 원예니세이어 *tɨŋgVr- "높은"에서 차용된 것이라고 제안했다.
에이미 추아는 이 이름의 사용이 가진 함의 때문에 이 이름을 "영원한 푸른 하늘"이라고 번역했다.

## 역사

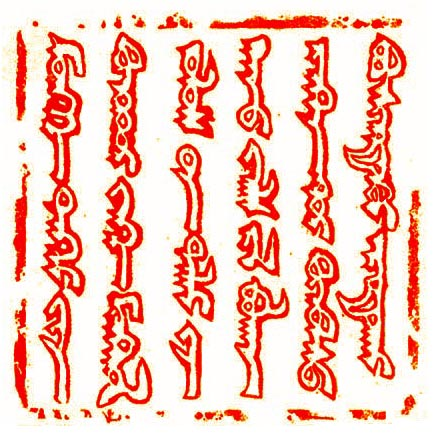
교황 인노첸시오 4세에게 보낸 귀위크 칸의 1246년 편지 인장. 위에서 아래로, 왼쪽에서 오른쪽으로 첫 네 단어는 "묑케 탕리인 쿠췬뒤르" 즉 "영원한 하늘의 힘 아래서"라고 쓰여 있다.

텡그리는 돌궐의 민족신으로, "튀르크인의 신"(Türük Tängrisi)으로 묘사되었다. 돌궐의 칸들은 텡그리로부터 받은 권능에 기반하여 권력을 행사했다. 이 통치자들은 일반적으로 텡그리의 아들로 받아들여졌고, 그를 지상에서 대변했다. 그들은 텡그리가 이 통치자들에게 부여한 일종의 천상적이고 영적인 힘인 쿠트를 얻었다는 믿음에 따라 텡그리쿠트, 쿠틀루그 또는 쿠탈미쉬와 같은 칭호를 사용했다.
외래 문화의 영향 이전에는 튀르크족의 텡그리에 대한 개념은 하늘 또는 하늘을 지배하는 의지, 아마도 어떤 종류의 힘으로 간주되었다. 이로부터 개인적인 존재의 개념이 발전했다. 먼저 튀르크족이 다른 종교를 받아들이면서 텡그리라는 용어는 (개인적인) 신 또는 "고등 존재"의 이름이 되었다.
텡그리는 6세기부터 9세기까지 중앙아시아 스텝 지역의 유목 민족(튀르크족, 몽골인, 헝가리인)의 지배 계층이 숭배했던 최고 신이었다. 8세기 위구르 카간이 마니교를 국교로 선포하면서 그 중요성을 잃었다.
텡그리 숭배는 훈족과 초기 불가르인에 의해 동유럽으로 전파되었다.
텡그리는 만물을 창조한 최고 신으로 여겨진다. 이 하늘 신 외에도, 텡그리의 목적을 수행하는 작은 신들(알프스)도 있었다.
괴크 탄르이로서 그는 태양(코야슈)과 달(아이 탄르이)의 아버지였으며, 우마이, 에를리크, 그리고 때로는 윌겐의 아버지이기도 했다.

## 신화
텡그리는 튀르크족 신화에서 천체를 지배하는 주요 신이었다. 텡그리는 인도유럽어족의 하늘 신인 *Dyeus와 유사하며, 재구성된 인도유럽조어 종교의 구조는 근동 또는 지중해 고대 문명의 종교보다 초기 튀르크족의 종교와 더 가깝다. 기독교 튀르크어 사용에서 텡그리는 예수의 아버지를 지칭하는 데 사용되며, 예수는 "텡그리 오글리"(신의 아들) 및 "므시카 텡그리"(메시아 신)로 불린다. 텡그리는 또한 알라와 후다에 비유되기도 한다. 외래 종교의 영향을 제외하면, 현재까지 알려진 바로는 원래 튀르크족의 텡그리 개념은 "하늘" 또는 하늘을 다스리는 영혼이었다. 이 영혼은 아마도 현대 민족학에서 "마나"에 해당하는 어떤 종류의 힘으로 상상되었을 것이다.
텡그리 숭배에 대한 가장 중요한 현대적 증거는 8세기 초의 고대 튀르크어 오르혼 비문에 나와 있다.
이 비문은 소위 돌궐 문자로 쓰여 있으며, 튀르크족의 신화적 기원에 대한 설명을 기록하고 있다.
퀼 테긴에게 바쳐진 비문에는 다음과 같은 구절이 포함되어 있다 (카자흐스탄 공화국 문화정보부 언어 위원회 제공 번역): "위의 푸른 하늘 [텡그리]와 아래의 갈색 대지가 창조되었을 때, 그들 사이에 인간이 창조되었다. 인간 위에 나의 조상 부민 카간과 이스테미 카간이 통치했다. 그들은 튀르크 법으로 백성을 통치하고, 그들을 이끌고 성공했다"(1면, 1행); "텡그리가 죽음을 만든다. 인간은 모두 죽기 위해 창조되었다"(고대 튀르크어: Öd Teŋri yasar kisi oγlu qop ölgeli törürmis), (2면, 9행); "텡그리가 다시 생명을 줄 때까지 너는 날아갔다"(2면, 14행). 고대 튀르크족은 카간이 텡그리의 뜻에 따라 통치했다고 생각했으며, 이러한 생각을 다음과 같이 오르혼 비문 텍스트에 보존했다: "나, 텡그리 같고 텡그리에게서 태어난 튀르크 빌게 카간은 이때 왕좌에 올랐다"(고대 튀르크어: Teŋiriteg Teŋiride bolmuš Türük Bilge Qaγan bü ödüke olurtum).
한 튀르크 신화에서 텡그리는 시간을 상징하는 끝없는 물 위를 끊임없이 날아다니는 순수하고 흰 거위이다. 이 물 아래에서 아크 아나("흰 어머니")가 "창조하라"고 외친다. 외로움을 극복하기 위해 텡그리는 자신만큼 순수하거나 희지 않은 에르 키시를 창조하고, 그들은 함께 세상을 만든다. 에르 키시는 악마적인 인물이 되어 사람들을 잘못된 길로 이끌고 어둠 속으로 끌어들이려 한다. 텡그리는 텡그리 윌겐이라는 이름을 취하고 하늘로 물러나, 그곳에서 신성한 동물들을 통해 사람들에게 지침을 제공하려 노력한다. 아크 텡그리스는 하늘의 다섯 번째 층에 거주한다. 텡그리 윌겐에 도달하려는 샤먼 사제들은 이 층 이상으로 올라가지 못하며, 그곳에서 그들은 신성한 인도자들에게 자신들의 소원을 전달한다. 땅이나 인간 수준으로 돌아오는 것은 거위 모양의 그릇을 타고 이루어진다.

## 지명

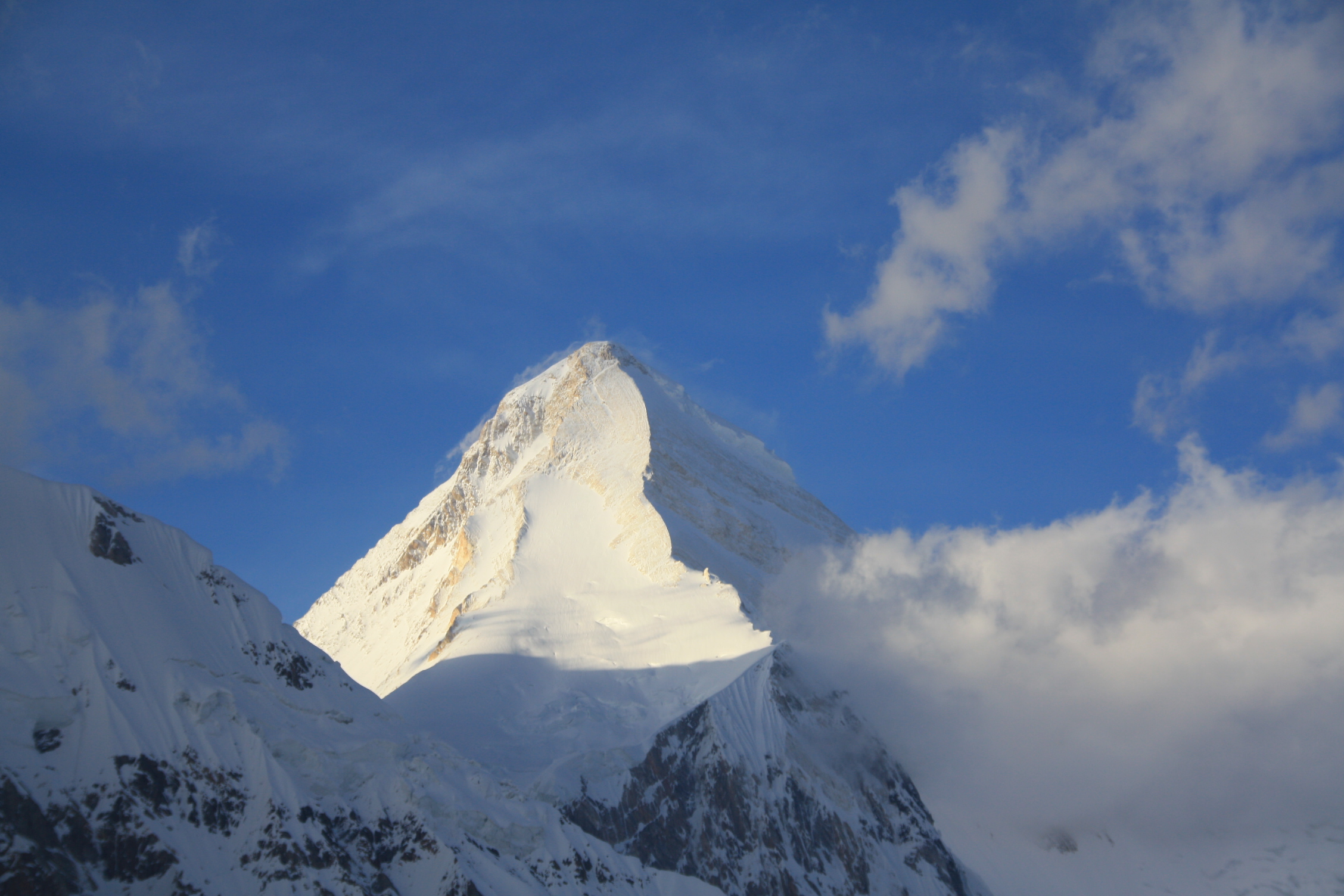
한텡그리봉의 피라미드형 봉우리

- 중국, 카자흐스탄, 키르기스스탄 사이에 위치한 톈산산맥의 피라미드형 봉우리는 "한텡그리봉"이라고 불린다. 톈산산맥 자체는 위구르어로 탄리 타기라고 알려져 있다.
- 남극의 사우스셰틀랜드 제도에 있는 리빙스턴섬의 탕그라 산맥도 이 신의 이름을 따서 명명되었다.
- 몽골의 항가이 산맥에서 가장 높은 산인 오트곤텡게르.
- 내몽골 자치구에 있는 사막인 텡게르 사막.

## 같이 보기
- 텡게르 기병, 텡그리의 이름을 딴 중국의 몽골 포크 메탈 밴드.
- 텡그리 칸, 당 태종에게 붙여진 칭호.

## 내용주
1. ↑  “ТЭНГЭР”. 《Mongolian State Dictionary》 (몽골어). 2017년 10월 5일에 확인함.
2. ↑  “تەڭرى pronunciation: How to pronounce تەڭرى in Uyghur”. 《Forvo.com》.
3. ↑  Bukharaev, R. (2014). Islam in Russia: The Four Seasons. Vereinigtes Königreich: Taylor & Francis. p. 78
4. ↑  BANZAROV, Dorji; NATTIER, Jan; KRUEGER, John R. The Black faith, or Shamanism among the Mongols. Mongolian Studies, 1981, S. 53–91.
5. ↑  BANZAROV, Dorji; NATTIER, Jan; KRUEGER, John R. The Black faith, or Shamanism among the Mongols. Mongolian Studies, 1981, S. 53-91.
6. ↑  Harl, Kenneth W. (2023). 《Empires of the Steppes: A History of the Nomadic Tribes Who Shaped Civilization》. United States: Hanover Square Press. 421쪽. ISBN 978-1-335-42927-8.
7. 1 2  Jean-Paul Roux, Die alttürkische Mythologie, p. 255
8. ↑  “Altaic etymology : Query result”. 《starling.rinet.ru》.
9. 1 2  Religion and State in the Altaic World: Proceedings of the 62nd Annual Meeting of the Permanent International Altaistic Conference (PIAC), Friedensau, Germany, 18–23 August 2019. (2022). Deutschland: De Gruyter. p. 178
10. ↑  Moldagaliyev, Bauyrzhan Eskaliyevich, et al. "Synthesis of traditional and Islamic values in Kazakhstan." European Journal of Science and Theology 11.5 (2015): 217-229.
11. ↑  Tokarev, A. et al. 1987–1988. Mify narodov mira.
12. ↑  “Chinese characters : Query result”. 《starling.rinet.ru》.
13. ↑  Schuessler, Axel. (2007). An Etymological Dictionary of Old Chinese. University of Hawaii Press. p. 495
14. ↑  The connection was noted by 막스 뮐러 in Lectures on the Science of Religion (1870). Axel Schüssler (2007:495): "Because the deity Tiān came into prominence with the Zhou dynasty (a western state), a Central Asian origin has been suggested, note Mongolian tengri 'sky, heaven, heavenly deity'" (Shaughnessy Sino-Platonic Papers, July 1989, and others, like Shirakawa Shizuka before him)."
15. ↑  鄭張尚芳 《上古音系》(2003) 上海教育出版社
16. ↑  Baxter W. & Sagart, L. Baxter-Sagart Old Chinese reconstruction, version 1.1 (20 September 2014) 보관됨 4 5월 2021 - 웨이백 머신 p. 110 of 161
17. ↑  Baxter, W. H. & Sagart, L. (2014) Old Chinese: A New Reconstruction. New York: Oxford University Press. pp. 113-114
18. ↑  Georg, Stefan (2001): Türkisch/Mongolisch tengri “Himmel/Gott” und seine Herkunft. Studia Etymologica Cracoviensia 6: 83–100.
19. ↑  Starostin, Sergei A., and Merritt Ruhlen. (1994). Proto-Yeniseian Reconstructions, with Extra-Yeniseian Comparisons. In M. Ruhlen, On the Origin of Languages: Studies in Linguistic Taxonomy 보관됨 3 11월 2021 - 웨이백 머신. Stanford: Stanford University Press. pp. 70–92. [Partial translation of Starostin 1982, with additional comparisons by Ruhlen.]
20. ↑  Chua, Amy (2007). 《Day of Empire: How Hyperpowers Rise to Global Dominance–and Why They Fall》 1판. New York: Doubleday. 95쪽. ISBN 978-0-385-51284-8. OCLC 123079516.
21. ↑  Käthe Uray-Kőhalmi, Jean-Paul Roux, Pertev N. Boratav, Edith Vertes. "Götter und Mythen in Zentralasien und Nordeurasien"; section: Jean-Paul Roux: "Die alttürkische Mythologie" ("Old Turkic Mythology") ISBN 3-12-909870-4
22. ↑  Brill, E. J. (1993). E.J. Brill's First Encyclopaedia of Islam: 1913-1936. Ṭāʻif - Zūrkhāna. Niederlande: Brill.
23. ↑  "6세기에서 9세기 사이에 텡그리 신앙이 스텝 지역 유목민들의 종교였음은 의심할 여지가 없다" Yazar András Róna-Tas, Hungarians and Europe in the early Middle Ages: an introduction to early Hungarian history, Yayıncı Central European University Press, 1999, ISBN 978-963-9116-48-1, p. 151.
24. ↑  Buddhist studies review, Volumes 6–8, 1989, p. 164.
25. ↑  Kaya, Polat. "Search For the Origin of the Crescent and Star Motif in the Turkish Flag", 1997.  보관됨 18 6월 2006 - 웨이백 머신
26. ↑  Abazov, Rafis. "Culture and Customs of the Central Asian Republics". 그린우드 프레스, 2006. page 62
27. ↑  미르체아 엘리아데, John C. Holt, Patterns in comparative religion, 1958, p. 94.
28. ↑  Büchner, V.F. and Doerfer, G., “Tañri̊”, in: Encyclopaedia of Islam, Second Edition, Edited by: P. Bearman, Th. Bianquis, C.E. Bosworth, E. van Donzel, W.P. Heinrichs. Consulted online on 18 January 2023 doi:10.1163/1573-3912_islam_SIM_7392
First published online: 2012
First print edition: ISBN 9789004161214, 1960-2007
29. ↑  Ayanovna, Nakhanova Lyazzat (2014). 《The Role of Old Turkic Place Names in Teaching History》. 《Procedia - Social and Behavioral Sciences》 141. 1054–1061쪽. doi:10.1016/j.sbspro.2014.05.177.
30. ↑  Göknil, Can. "Creation myths from Central Asia to Anatolia". Yapı Kredi Art Galleries, 1997.  보관됨 3 12월 2009 - 웨이백 머신